# Chöwsgöl Nuur
Der Chöwsgöl Nuur oder Chöwsgöl Dalai (mongolisch Хөвсгөл Нуур, Chöwsgölsee bzw. Хөвсгөл Далай, Chöwsgöl-Meer) ist ein See in der Mongolei. Er ist der zweitgrößte See des Landes nach der Fläche (hinter dem Uws Nuur) und der größte nach dem Volumen. Er hat Bedeutung als Trinkwasser-Reservoir und als touristisches Reiseziel.
 Der Namenszug in klassischer mongolischer Schrift liest sich wie folgt: ᠬᠥᠪᠰᠥᠭᠥᠯ

ᠨᠠᠭᠤᠷ (köbsügül naɣur). 
Umgangssprachlich wird der See auch Dalai Eedsch (mongol. Далай ээж – „Mutter Meer“) genannt.

## Geographie
Der Chöwsgöl Nuur liegt im Nordwesten der Mongolei, nur wenige Kilometer südlich der russischen Grenze am Südost-Ende des Ostsajan. Der See ist 136 km lang, zwischen 20 und 40 km breit und maximal 262 m tief. Damit ist er der tiefste See des Landes. Nach dem Baikalsee bietet er das zweitgrößte Süßwasser-Reservoir Asiens mit 70 % des Trinkwasser-Vorkommens in der Mongolei und 0,4 % des weltweiten Trinkwasservorrats. Sein mittlerer Wasserspiegel liegt auf 1624 m Höhe. Vier teilweise bewaldete, teilweise felsige Inseln befinden sich im See und bieten vielen Vögeln Brut- und Nistplätze. Die größte ist 9 km lang und 6 km² groß.
Sein Einzugsgebiet ist relativ klein; daher speisen ihn immerhin 46, aber nur kleine Zuflüsse. Der Abfluss vom Chöwsgöl Nuur befindet sich am Südende und verläuft in Richtung Südosten über den Egiin Gol zur Selenga, welche in den Baikalsee mündet. Dabei überwindet das Wasser mehr als 1000 km Strecke und 1169 m Höhenunterschied, obwohl die Distanz der beiden Seen nur etwa 200 km (Luftlinie) beträgt.
Der See ist von Lärchenwäldern, Gebirgszügen und Bergketten umgeben. Der höchste Berg ist der Munku Sardyk (3492 m), dessen Gipfel sich nördlich des Sees direkt auf der russisch-mongolischen Grenze erhebt.
Im Winter friert der See komplett zu. Die Eisdecke wird dann 1–1,5 m stark, so dass sie auch Lastkraftwagen trägt, weswegen für einige Transportrouten Abkürzungen auf dem Eis genutzt werden. Es kommt jedoch immer wieder zu Einbrüchen, so dass nach Auskunft der Einheimischen einige Fahrzeuge am Grund liegen.

## Ökologische Bedeutung
Der Chöwsgöl Nuur ist einer von 17 Seen der Erde mit einem Alter von mehr als 2 Millionen Jahren. Er ist das bedeutendste Süßwasserreservoir der Mongolei. Sein Wasser ist ohne Behandlung trinkbar und bietet einen Lebensraum für mehrere große Fischarten, darunter Taimen, Sibirischer Weißfisch, Sibirische Äsche, Lenok (Brachymystax lenok), Hundsfisch, Omul und Flussbarsch. In einem trockenen Land, in dem die meisten Seen Salzwasser enthalten, wird ein großer Süßwassersee als heilig angesehen.
Die Umgebung des Sees ist als Nationalpark ausgewiesen und streng geschützt. Der Gebirgsgroßraum um den See stellt eine weitläufige Übergangszone zwischen der zentralasiatischen Steppe und der sibirischen Taiga dar.
Die am See beheimatete Fauna ist sehr vielseitig und umfasst Sibirischer Steinbock, Argali-Schaf, Elch, Wolf, Moschustiere, Braunbär, Rentier sowie Vielfraß und Zobel.

## Wirtschaftliche Bedeutung

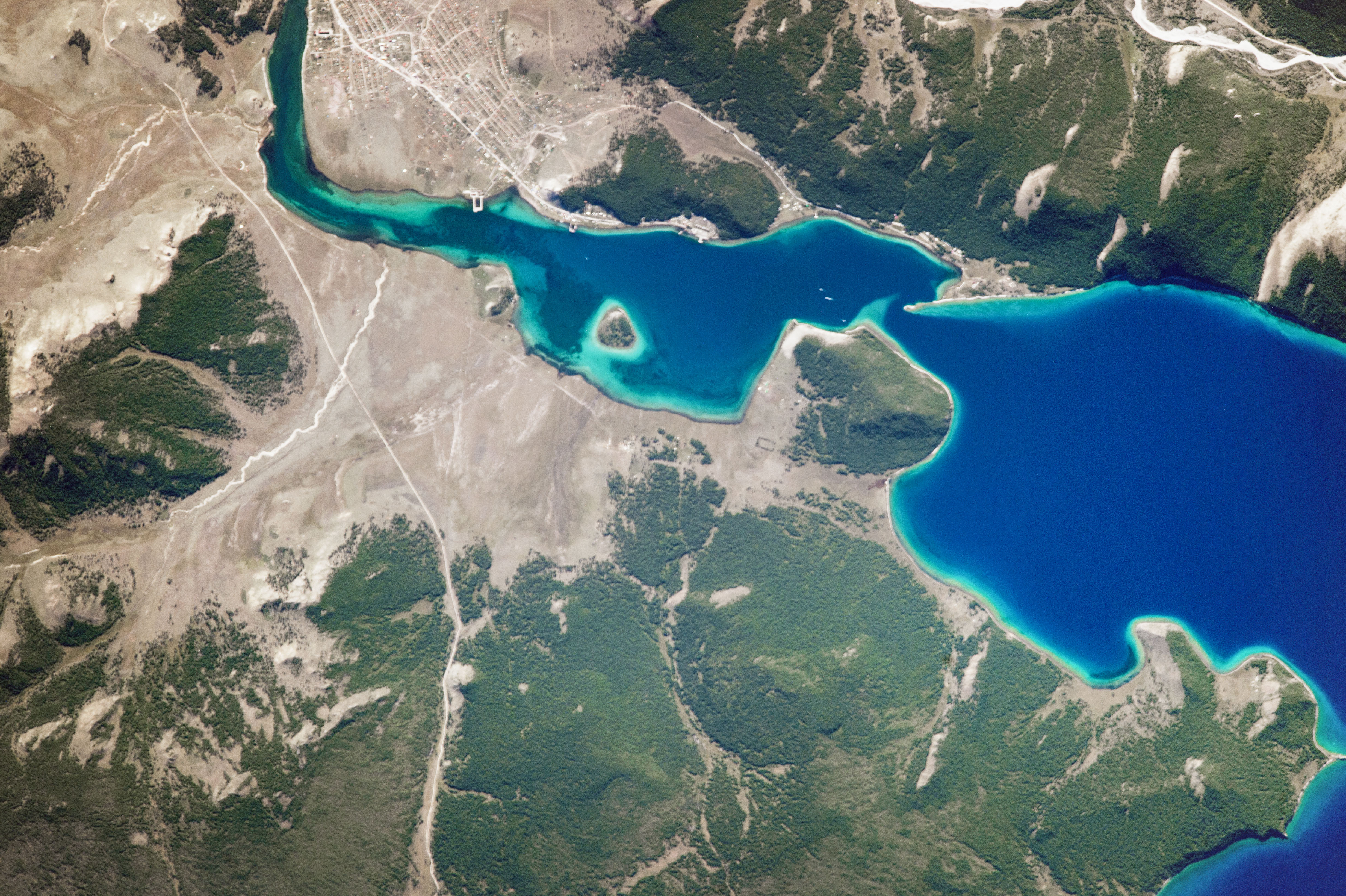
Diese Aufnahme von Bord der Internationale Raumstation zeigt das von borealen Wäldern umgebene Südende des Sees. Das Dorf Chatgal ist auf dem westlichen Ufer am linken oberen Bildrand erkennbar.

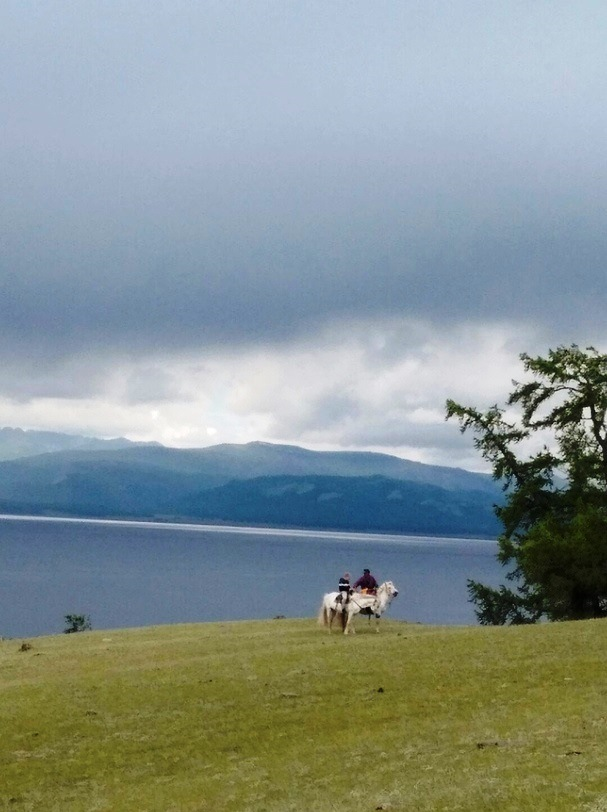
Mongolische Arats am See

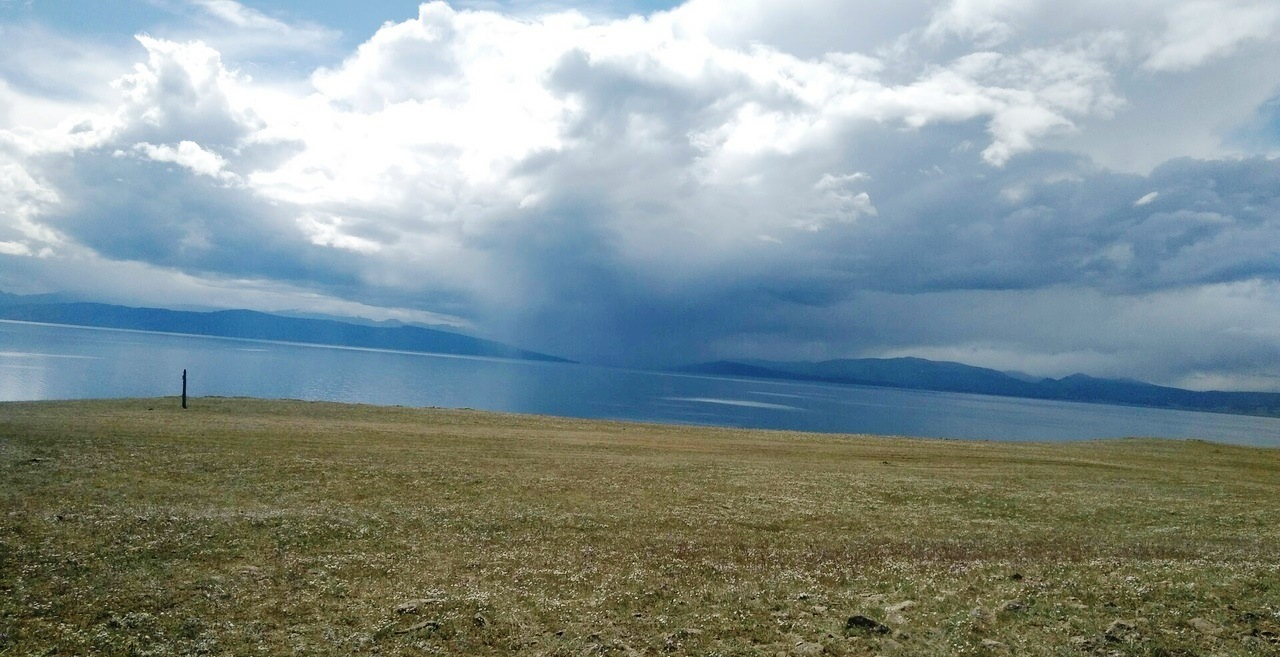
Regnerische Wolken über dem See

Der einzig relevante Wirtschaftszweig ist der seit Beginn des Jahrtausends zunehmende Tourismus, der sich vor allem am Südwestufer in den wie Pilze aus dem Boden schießenden Jurtencamps und im ganzen Nationalpark auch in einem vermehrten Aufkommen von Müll manifestiert. Die Urlaubergruppen stammen zum großen Teil aus Südkorea (einwöchiger Jahresurlaub im Camp), aus Europa (Reiterferien) und aus der Hauptstadt Ulaanbaatar (Familienerholung mit Angeln, Paddeln, Schwimmen, aber auch Aufsuchen von Heilquellen und sogar heißen Quellen, letztere allerdings am weniger frequentierten Ostufer). Eins der ersten Jurtenlager am Westufer inszeniert seit 1999 jährlich einen Marathon, der viele Teilnehmer aus aller Welt anzieht und nicht unwesentlich zur touristischen Erschließung der Region beigetragen hat.
Trotz zunehmendem Tourismus verirrt sich kaum ein Segel- oder Motorboot auf den See, so dass man hier wirklich den Eindruck von unberührter Natur haben kann.
War die Anreise bisher von Mörön, der Hauptstadt des Chöwsgöl-Aimags (Verwaltungsbezirks) und letzten Inlandsflughafens, nur auf schwieriger Piste mit allradangetriebenen Transportern möglich, so sorgt eine seit 2008 erbaute Asphaltstraße bis direkt an den See für eine schnellere Verbindung – und für Unmut bei den Umweltschützern, weil breite Schneisen durch die Gebirgstaiga den Artenreichtum von Fauna und Flora bedrohen.
Schiffsverkehr auf dem See gibt es seit 1913. Der mittlerweile einzige übrig gebliebene rostige Dampfer ist aber inzwischen nur noch auf Abruf zu mieten.
Ein ehemaliges Geologencamp 30 km nördlich von Chatgal am Westufer des Sees zeugt von später aus Umweltschutzgründen aufgegebenen Phosphorit-Abbau-Plänen aus sowjetischer Zeit und dient jetzt als Erholungsheim.
Viele Nomaden schlagen ihr Sommerlager am Ufer des Sees auf und versorgen die Touristencamps mit Milchprodukten, Kunsthandwerk und Reittieren und bieten ihre Dienste als Führer an. Teilweise geben ökologisch orientierte Reiseveranstalter über den Winter Reparaturen und Neuanfertigung von Sattelzeug u. ä. in Auftrag, um den Nomaden zusätzliche Einnahmequellen zu ermöglichen. Auch einige Familien der sonst eher zurückgezogen und viel weiter nordwestlich jenseits der Hochebene lebenden tuvinischen
Rentierzüchter, die von den Mongolen „Tsaatan“ oder „Rentierleute“ genannt werden, sich selber aber lieber als „Taigaleute“ bezeichnen, schlagen ihr Sommercamp in der Nähe des Sees auf und bieten Reiten auf Rentieren an, erlauben den Touristen sich mit den Tieren zu filmen oder inszenieren pseudo-schamanistische Rituale, und zwar gegen teilweise horrendes Entgelt.
Im Winter ziehen die Nomaden in die geschützteren Täler der umgebenden Gebirge. Einige Jurten-Camps bieten dann Fischen und Schlittenfahren auf dem zugefrorenen See an.

## Film
Die zunehmende Bekanntheit des Chöwsgöl-Sees und des Chöwsgöl-Nationalparks spiegelt sich auch darin wider, dass der Schlussteil des Films Liu San – Wächter des Lebens, im Original Le Concile de Pierre (2006), von Guillaume Nicloux, in dem es um einen Mythos der Tsaaten geht, dort spielt.